# Rio Anambo
O Rio Anambo é um curso de água do arquipélago de São Tomé e Príncipe, localizado no distrito de Lembá, ilha de São Tomé, corre para Oeste até encontrar o mar onde desagua entre a localidade de Esprainha e da de Diogo Vaz, depois de passar entre as localidades de Maria Luísa, Maria Luísa de Campo e José Luís de Campo e Arribana.